# جون مودي (رائد أعمال)
جون مودي (بالإنجليزية: John Moody)‏ هو رائد أعمال أمريكي، ولد في 2 مايو 1868 في جيرسي سيتي في الولايات المتحدة، وتوفي في 16 فبراير 1958 في لوس أنجلوس في الولايات المتحدة بسبب مرض.